# Слак (Альшеєвський район)
Слак (рос. Слак, башк. Ыҫлаҡ) — село у складі Альшеєвського району Башкортостану, Росія. Адміністративний центр та єдиний населений пункт Слаківської сільської ради.
Населення — 956 осіб (2010; 1186 в 2002).
Національний склад:
- татари — 85 %